# Johanna Abrahamsson
Johanna Abrahamsson, född 1977 i Ljungskile i Göteborgs och Bohus län, är en svensk cirkusartist.  
Abrahamssons intresserade sig för cirkus som sjuåring och tränade som barn bland annat för Reinos cirkusskola i Uddevalla. Som 18-åring började hon arbeta på Liseberg och har därefter  arbetat på Hansateatern i Hamburg, studerat på cirkusskolan i Paris och turnerat med Cirkus Wictoria. Hon har även studerat språk och rockringsteknik i Ryssland. Hon uppträder som lindansare, jonglör och akrobat och arbetar även med rockringar.[källa behövs]

## Utmärkelser
- 2000 - silverpriset vid internationella cirkusfestivalen i Nordkorea - 'Art spring festival'.[3]
- 2007 - Västra Götalandsregionens kulturpris
- 2007 - Mats Ljungs tôrparpris[5]
- 2008 - Uddevalla kommuns kulturstipendium.[6][7]
- 2018 - Akademien för Cirkuskonstens bevarande i Sveriges utmärkelse "Årets Charlie"

## Referenslista
1. ↑  ”Biografi | Cirkusexpressen”. www.cirkusexpressen.se. http://www.cirkusexpressen.se/biografi/. Läst 3 augusti 2018.
2. ↑  ”Vill bygga cirkusbyggnad på anrik mark”. Bohusläningen. http://www.bohuslaningen.se/nyheter/uddevalla/vill-bygga-cirkusbyggnad-p%C3%A5-anrik-mark-1.4125401. Läst 3 augusti 2018.
3. 1 2  ”Bohusgården Hotell & Konferens  | Cirkuskonster”. www.bohusgarden.se. Arkiverad från originalet den 3 augusti 2018. https://web.archive.org/web/20180803134053/http://www.bohusgarden.se/konferens/aktiviteter/cirkuskonster/. Läst 3 augusti 2018.
4. ↑  Persson, Pontus (3 oktober 2005). ”Cirkus lockar med clown och lindans - Ystads Allehanda”. Ystads Allehanda. http://www.ystadsallehanda.se/simrishamn/cirkus-lockar-med-clown-och-lindans/. Läst 3 augusti 2018.
5. ↑  ”Mats Ljung”. cblibs.com. http://cblibs.com/stiftelsenmatsljung/?ac=torparpriset/. Läst 3 december 2020.
6. ↑  ”Stöd, bidrag och stipendier - Uddevalla kommun”. www.uddevalla.se. https://www.uddevalla.se/uppleva-och-gora/kultur/stod-bidrag-och-stipendier.html. Läst 3 december 2020.
7. ↑  ”Stämningsfull stipendieutdelning i kyrkan”. Bohusläningen. Arkiverad från originalet den 21 augusti 2019. https://web.archive.org/web/20190821002953/https://www.bohuslaningen.se/nyheter/uddevalla/st%C3%A4mningsfull-stipendieutdelning-i-kyrkan-1.2638826. Läst 3 december 2020.